# インテリジェントシステムズ
株式会社インテリジェントシステムズ（英: INTELLIGENT SYSTEMS CO., LTD.、略称：IS〈イズ〉）は、ゲームソフト、同開発支援ツールの開発を主な事業内容とする日本の企業。
東京都、神奈川県、熊本県に存在する同名の企業との関係はない。

## 概要
任天堂プラットフォーム向けソフトウェア開発支援ツール及びゲームソフトウェアを開発する古参のセカンドパーティーである。
1983年、岩崎技研工業株式会社（すでに解散）において任天堂からゲームソフトウェア開発業務を受託。1986年12月、その岩崎技研工業の開発部署が独立して創業した。
任天堂社員からは「イズさん」の愛称で呼ばれており、ソフトウェア開発支援ツールの提供などで古くより任天堂と密接な関係にあるが、任天堂の子会社ではない。
ゲームソフトウェアでは主に『パネルでポン』や『引ク押ス』といったパズルゲーム、『ファイアーエムブレム』シリーズ、『ペーパーマリオ』シリーズ、『メイド イン ワリオ』シリーズなどを開発している。
本社は長らく京都府宇治市の任天堂宇治小倉工場内に置かれ、2003年から2013年10月3日まで京都市東山区の任天堂京都リサーチセンター（旧任天堂本社）に入居していた。また、登記上の本店は京都府城陽市にあった。

## 開発に携わった主な作品

### ゲームソフトウェア
| 発売日（日本） | タイトル                                                                            | プラットフォーム                        |
| -------------- | ----------------------------------------------------------------------------------- | --------------------------------------- |
| 1988年8月12日  | ファミコンウォーズ                                                                  | ファミリーコンピュータ                  |
| 1988年11月30日 | 帰ってきたマリオブラザーズ                                                          | ファミリーコンピュータ ディスクシステム |
| 1989年2月3日   | レッキングクルー                                                                    | ファミリーコンピュータ ディスクシステム |
| 1989年4月21日  | アレイウェイ                                                                        | ゲームボーイ                            |
| 1989年4月21日  | ベースボール                                                                        | ゲームボーイ                            |
| 1989年4月21日  | 役満                                                                                | ゲームボーイ                            |
| 1989年11月28日 | ゴルフ                                                                              | ゲームボーイ                            |
| 1990年4月20日  | ファイアーエムブレム 暗黒竜と光の剣                                                 | ファミリーコンピュータ                  |
| 1990年9月7日   | バックギャモン                                                                      | ファミリーコンピュータ ディスクシステム |
| 1991年4月26日  | シムシティー                                                                        | スーパーファミコン                      |
| 1991年5月21日  | ゲームボーイウォーズ                                                                | ゲームボーイ                            |
| 1992年3月14日  | ファイアーエムブレム外伝                                                            | ファミリーコンピュータ                  |
| 1992年7月14日  | マリオペイント                                                                      | スーパーファミコン                      |
| 1992年9月14日  | カエルの為に鐘は鳴る                                                                | ゲームボーイ                            |
| 1993年6月21日  | スペースバズーカ                                                                    | スーパーファミコン                      |
| 1993年6月21日  | スーパースコープ6                                                                   | スーパーファミコン                      |
| 1993年12月     | Metal Combat: Falcon's Revenge                                                      | スーパーファミコン                      |
| 1994年1月21日  | ファイアーエムブレム 紋章の謎                                                       | スーパーファミコン                      |
| 1994年3月19日  | スーパーメトロイド                                                                  | スーパーファミコン                      |
| 1995年7月21日  | ギャラクティックピンボール                                                          | バーチャルボーイ                        |
| 1995年10月27日 | パネルでポン                                                                        | スーパーファミコン                      |
| 1996年5月14日  | ファイアーエムブレム 聖戦の系譜                                                     | スーパーファミコン                      |
| 1998年5月1日   | スーパーファミコンウォーズ                                                          | スーパーファミコン                      |
| 1999年8月28日  | ファイアーエムブレム トラキア776                                                    | スーパーファミコン                      |
| 2000年2月21日  | トレード&バトル カードヒーロー                                                      | ゲームボーイカラー                      |
| 2000年8月11日  | マリオストーリー                                                                    | NINTENDO 64                             |
| 2000年9月21日  | ポケモンでパネポン                                                                  | ゲームボーイカラー                      |
| 2000年9月25日  | Pokémon Puzzle League                                                               | NINTENDO64                              |
| 2001年7月21日  | マリオカートアドバンス                                                              | ゲームボーイアドバンス                  |
| 2002年2月21日  | 動物番長                                                                            | ニンテンドー ゲームキューブ             |
| 2002年3月29日  | ファイアーエムブレム 封印の剣                                                       | ゲームボーイアドバンス                  |
| 2003年2月7日   | NINTENDOパズルコレクション                                                          | ニンテンドーゲームキューブ              |
| 2003年4月25日  | ファイアーエムブレム 烈火の剣                                                       | ゲームボーイアドバンス                  |
| 2003年10月17日 | あつまれ!!メイド イン ワリオ                                                        | ニンテンドーゲームキューブ              |
| 2004年7月22日  | ペーパーマリオRPG                                                                   | ニンテンドーゲームキューブ              |
| 2004年10月7日  | ファイアーエムブレム 聖魔の光石                                                     | ゲームボーイアドバンス                  |
| 2004年10月14日 | まわるメイドインワリオ                                                              | ゲームボーイアドバンス                  |
| 2004年11月25日 | ゲームボーイウォーズアドバンス1＋2                                                  | ゲームボーイアドバンス                  |
| 2004年12月2日  | さわるメイドインワリオ                                                              | ニンテンドーDS                          |
| 2005年4月20日  | ファイアーエムブレム 蒼炎の軌跡                                                     | ニンテンドーゲームキューブ              |
| 2005年6月23日  | ファミコンウォーズDS                                                                | ニンテンドーDS                          |
| 2005年9月13日  | ドクターマリオ&パネルでポン                                                         | ゲームボーイアドバンス                  |
| 2006年4月13日  | 漢字そのまま DS楽引辞典                                                             | ニンテンドーDS                          |
| 2006年12月2日  | おどる メイド イン ワリオ                                                           | Wii                                     |
| 2007年2月22日  | ファイアーエムブレム 暁の女神                                                       | Wii                                     |
| 2007年4月19日  | スーパーペーパーマリオ                                                              | Wii                                     |
| 2007年4月26日  | パネルでポンDS                                                                      | ニンテンドーDS                          |
| 2007年8月2日   | フェイスニングで表情豊かに印象アップ 大人のDS顔トレーニング                         | ニンテンドーDS                          |
| 2007年12月20日 | 高速カードバトル カードヒーロー                                                     | ニンテンドーDS                          |
| 2008年1月31日  | 得点力学習DS                                                                        | ニンテンドーDS                          |
| 2008年8月7日   | ファイアーエムブレム 新・暗黒竜と光の剣                                             | ニンテンドーDS                          |
| 2008年12月24日 | うつすメイドインワリオ                                                              | ニンテンドーDS                          |
| 2009年1月28日  | ちょっとパネルでポン                                                                | ニンテンドーDS                          |
| 2009年4月22日  | あつめる笑顔帳                                                                      | ニンテンドーDS                          |
| 2009年4月29日  | メイドイン俺                                                                        | ニンテンドーDS                          |
| 2009年4月29日  | あそぶメイドイン俺                                                                  | Wii                                     |
| 2009年6月24日  | ドラゴンクエスト ウォーズ                                                           | ニンテンドーDS                          |
| 2009年7月29日  | カードヒーロー スピードバトルカスタム                                               | ニンテンドーDS                          |
| 2009年9月9日   | 今日からはじめるフェイスニング 顔トレミニ                                           | ニンテンドーDS                          |
| 2009年11月11日 | パネル連結 3分ロケット                                                              | ニンテンドーDS                          |
| 2009年11月24日 | 530 エコシューター                                                                  | Wii                                     |
| 2009年11月25日 | ねらってスポっと!                                                                   | ニンテンドーDS                          |
| 2010年7月15日  | ファイアーエムブレム 新・紋章の謎 〜光と影の英雄〜                                  | ニンテンドーDS                          |
| 2011年9月15日  | ドラゴンクエスト25周年記念 ファミコン&スーパーファミコン ドラゴンクエストI・II・III | Wii                                     |
| 2011年10月5日  | 引ク押ス                                                                            | ニンテンドー3DS                         |
| 2012年4月19日  | ファイアーエムブレム 覚醒                                                           | ニンテンドー3DS                         |
| 2012年10月31日 | 引ク落ツ                                                                            | ニンテンドー3DS                         |
| 2012年12月6日  | ペーパーマリオ スーパーシール                                                       | ニンテンドー3DS                         |
| 2013年3月28日  | ゲーム&ワリオ                                                                       | Wii U                                   |
| 2013年10月30日 | ファミコンウォーズDS 失われた光                                                     | ニンテンドーDS                          |
| 2013年11月14日 | 大合奏!バンドブラザーズP                                                            | ニンテンドー3DS                         |
| 2014年6月19日  | 引ク押ス ワールド                                                                   | Wii U                                   |
| 2015年5月13日  | 引ク出ス ヒッパランド                                                               | ニンテンドー3DS                         |
| 2015年5月14日  | Code Name: S.T.E.A.M. リンカーンVSエイリアン                                        | ニンテンドー3DS                         |
| 2015年6月25日  | ファイアーエムブレムif                                                              | ニンテンドー3DS                         |
| 2016年10月13日 | ペーパーマリオ カラースプラッシュ                                                   | Wii U                                   |
| 2017年2月2日   | ファイアーエムブレム ヒーローズ                                                     | iOS、Android                            |
| 2017年4月20日  | ファイアーエムブレム Echoes もうひとりの英雄王                                      | ニンテンドー3DS                         |
| 2018年8月2日   | メイド イン ワリオ ゴージャス                                                       | ニンテンドー3DS                         |
| 2019年7月26日  | ファイアーエムブレム 風花雪月                                                       | Nintendo Switch                         |
| 2020年7月17日  | ペーパーマリオ オリガミキング                                                       | Nintendo Switch                         |
| 2021年9月10日  | おすそわける メイド イン ワリオ                                                     | Nintendo Switch                         |
| 2023年1月20日  | ファイアーエムブレム エンゲージ                                                     | Nintendo Switch                         |
| 2023年11月3日  | 超おどる メイド イン ワリオ                                                         | Nintendo Switch                         |
| 2024年5月23日  | ペーパーマリオRPG                                                                   | Nintendo Switch                         |

### その他
- ファイアーエムブレム0（サイファ）

## 所属・関連スタッフ
- 北西亮一
- 加賀昭三
- 成広通
- 川出亮太
- 金田妙子
- 酒井貴子
- 辻横由佳
- 松永政信
- 馬場泰久
- 森下弘生
- 金崎猛